# Вілл Вуд (музикант)
Вілл Вуд — американський музикант і автор пісень.   Вуд випустив п'ять студійних альбомів; Everything is a Lot у 2015 році, SELF-iSH у 2016 році, The Normal Album у 2020 році,  Camp Here & There: Campfire Songs Edition у 2021 році та «In case I make It» у 2022 році, а також два концерти альбоми. Раніше він створював музику зі своєю групою підтримки Tapeworms .

## Стиль
Фортепіанний стиль Вуда часто змінюється від однієї пісні до іншої, черпаючи натхнення з фолку, поп-музики, джазу, рок-н-ролу, латинської музики та клезмера. Він також відомий своїм нетрадиційним використанням тенора та баритону укулеле . Під час запису в студії або виступаючи наживо зі своїм гуртом «The Tapeworms» його переважно супроводжували Майк Боттіглієрі на гітарі, Метт Бергер на альт-саксофоні, Маріо Конте на барабанах, Фатер Борис на басу та Роб Шефер на трубі.   Гурт відомий енергійними живими виступами.  Вуд переважно виступає соло, його шоу поєднує музику, монологи та стендап-комедію. 

## Особисте життя
Вуд був описаний як «відлюдник»  і, як відомо, уникає соціальних мереж. Про його особисте життя відомо небагато, і джерела про Вуда містять суперечливі відомості навіть про базову інформацію про його особисте та професійне життя.  Він також відомий тим, що на початку своєї кар’єри вигадував своє життя та з’являвся в образі в деяких виступах у пресі чи на сцені, а також брав участь у експериментальному живому перформансі, де його дії демонстрували імітацію психічних зривів, конфлікти з аудиторією, появу вигаданих персонажів, і навмисно зіпсовані виступи. 
Вуд постійно відкрито розповідав про свою минулу боротьбу з наркоманією та психічними захворюваннями, оскільки на початку кар'єри почав одужувати, а пізніше йому поставили діагноз біполярний розлад.   Вуд жертвує частину свого доходу різним благодійним організаціям у сфері психічного здоров’я, зокрема Фонду дослідження мозку та поведінки, кажучи: «Мені стало набагато краще. Я хочу спробувати щось зробити, щоб допомогти іншим досягти цього». 

## Релізи
Вуд почав випускати музику під однойменним гуртом «Will Wood and the Tapeworms». Він з двох студійних альбомів: Everything is a Lot у 2015 році, SELF-iSH у 2016 році, а також концертний альбом The Real Will Wood у 2018 році, який пізніше став саундтреком до однойменного кінодокументального фільму-концерту.
У 2019 році почалася краудфандингова кампанія для The Normal Album, яка мала запрошення на запис ганг-вокалу для альбому. Вона зібрала 27 631 доларів і альбом був випущений у 2020 році під її іменем. 
У 2021 році Вілл Вуд працював над саундтреком до вигаданого подкасту жахів/комедії «Camp Here And There». Видання саундтреку «Campfire Songs» із ліричними версіями трьох спочатку інструментальних композицій було випущено у 2022 році.
На його новий студійний альбом під назвою «In Case I Make It» у жовтні 2021 року було зібрано гроші шляхом краудфандингу на Indiegogo. Вуд описав збірку пісень як найбільш особисту для нього, кажучи: «Я завжди намагався постійно переосмислювати себе як артиста. Але цього разу все по-іншому, тому що за браком менш драматичної фрази… я переосмислив себе як особистість. Я не можу бути більш відмінним від того, яким був рік чи два тому». 
Шість синглів із «In case I make It» були випущені до повного випуску альбому.   У вересні 2021 року, до краудфандингу альбому, Вуд випустив сингл під назвою «Sex, Drugs, Rock 'n' Roll» (також включений до альбому).  10 червня Вуд випустив сингл You Liked This (Okay, Computer!), розмовну чорну комедію про платформи соціальних мереж.  У ньому брала участь актриса озвучки Бев Стендінг, чий голос нібито використовувався платформою TikTok для функції синтезу мовлення без її згоди.  27 липня повний альбом був випущений і отримав позитивні відгуки.  
19 серпня 2022 року Вуд випустив сингл під назвою «Ferryman» із співаком і автором пісень Шейфером Джеймсом.  Цей сингл також з’явився в альбомі Шейфера Джеймса «Shipwreck», який вийшов 10 березня 2023 року 
1 вересня 2022 року Вуд був представлений у синглі «Wealth & Hellness» Human Zoo.  Пізніше цей сингл увійшов до однойменного альбому Wealth & Hellness, який вийшов 5 жовтня 2022 року 
13 січня 2023 року Вуд випустив альбом IN CASE I DIE, живу компіляцію пісень, записаних під час туру по США у 2022 році. Згідно з дописом у гостьовому блозі на V13, після релізу він почне «невизначену перерву або, можливо, припинить [свою] музичну кар’єру». 

## Дискографія
Сольні альбоми під назвою "Will Wood"
- The Normal Album (2020)
- «In case I make it,» (2022)
- «Camp Here & There» (2022)

З The Tapeworms під назвою "Will Wood and The Tapeworms"
- Everything is a Lot (2015)
- SELF-iSH (2016)

Живі альбоми
- The Real Will Wood (2020)
- In Case I Die (2023)